# Amalie von Stubenrauch

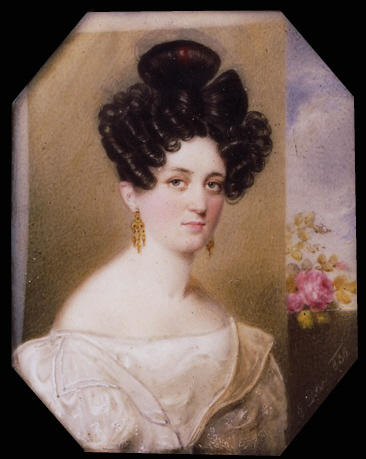
Amalie von Stubenrauch, Aquarell von Emanuel Thomas Peter, 1830

Amalie von Stubenrauch  (* 4. Oktober 1805 in München; † 14. April 1876 in Tegernsee) war eine deutsche Theaterschauspielerin und langjährige Vertraute und Geliebte von König Wilhelm I. von Württemberg.

## Leben
Amalie von Stubenrauch war die Tochter des königlichen Revisors Johann von Stubenrauch und dessen Ehefrau Walburga, geborene Mossmayr († 1855). Sie erhielt eine sorgfältige Ausbildung und debütierte 1824 zunächst auf der Bühne des Königlichen Hof- und Nationaltheaters in München, wo sie im Rollenfach der tragischen Liebhaberin zum Publikumsliebling wurde. Daneben gab sie Gastspiele im Frankfurter Stadttheater, im Hoftheater Darmstadt und in Stuttgart. 1829 erhielt sie ein Engagement am Königlichen Hoftheater in Stuttgart. 1830 und 1831 gab sie Gastspiele im Burgtheater in Wien und im Schauspielhaus von Berlin. Mit dem württembergischen König Wilhelm I. verband sie ein enges Verhältnis bis zu dessen Tod. Sie war jedoch nicht seine Mätresse, führte ein unabhängiges Leben und blieb der höfischen Gesellschaft fern. In einer anonym veröffentlichten Schmähschrift wurde sie 1848 dennoch mit der skandalumwitterten Lola Montez verglichen. Der König starb 1864; anders als seine Frau Pauline, die er vom Erbe ausschloss, bedachte er Amalie von Stubenrauch, die ihn bis zum Tod gepflegt hatte, in seinem Testament.  Nach seinem Tod verließ sie das Königreich und zog nach Tegernsee, wo sie am 14. April 1876 um acht Uhr morgens starb und beigesetzt wurde.
Ihre Schwester Monika Maria Josephine von Stubenrauch war mit dem württembergischen Hofschauspieler Franz Ludwig Feodor Löwe (1816–1890) verheiratet.